# Dame-Marie (Orne)
 Dame-Marie  es una población y comuna francesa, situada en la región de Baja Normandía, departamento de Orne, en el distrito de Mortagne-au-Perche y cantón de Bellême. Está poblada por 170 habitantes (el Dominomariens).

## Demografía
| 289 | 253 | 186 | 181 | 156 | 177 |
| Para los censos de 1962 a 1999 la población legal corresponde a la población sin duplicidades (Fuente: INSEE [Consultar]) |     |     |     |     |     |